# Sven Knoll

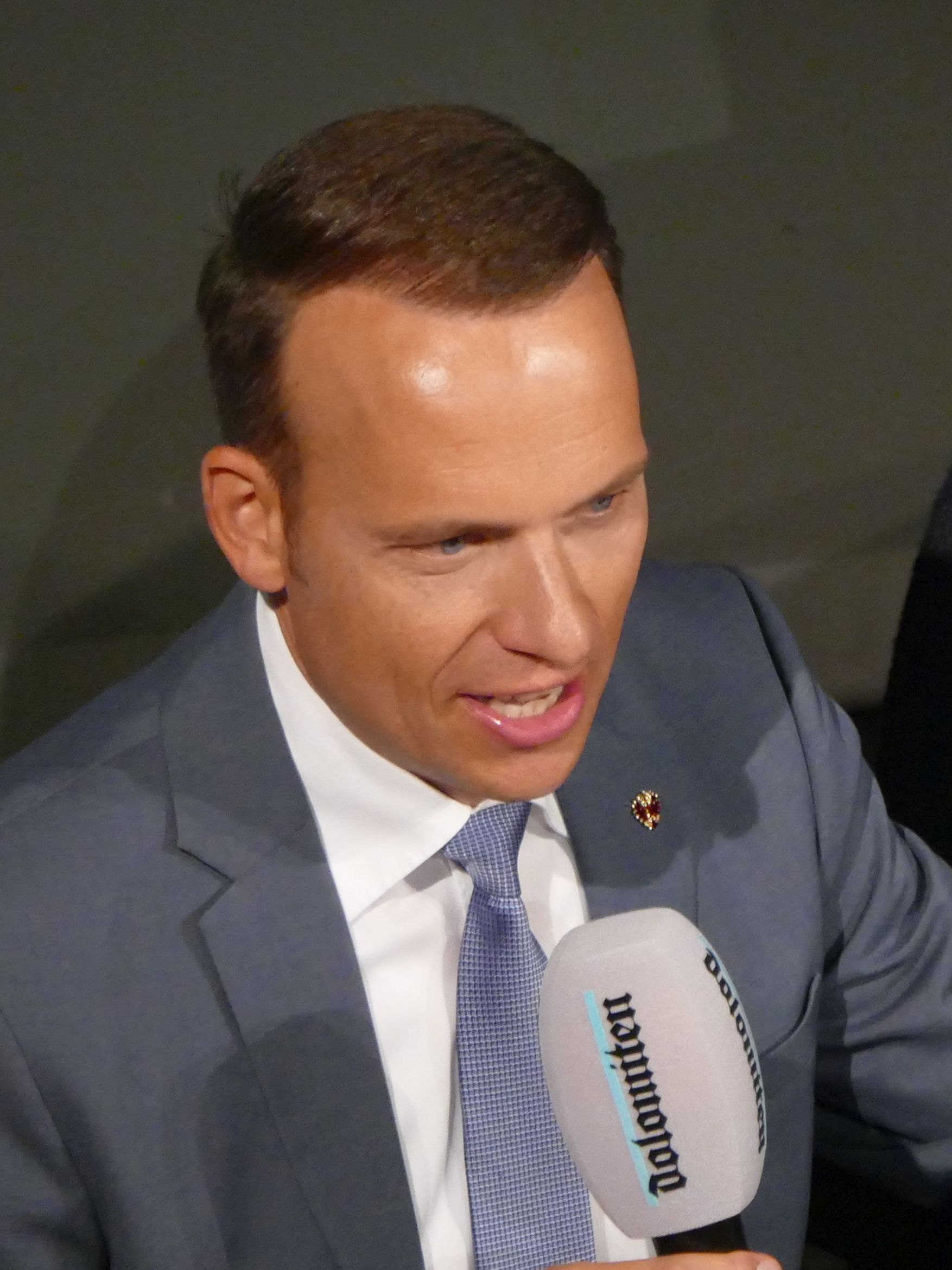
Sven Knoll bei einem Interview

Sven Knoll (* 6. Juni 1980 in Bozen) ist ein Südtiroler Politiker der Süd-Tiroler Freiheit.

## Leben
Knoll besuchte die Grundschule „Johann Wolfgang von Goethe“ in Bozen, die Mittelschule in Schenna, und maturierte am Humanistischen Gymnasium „Beda Weber“ in Meran. Anschließend begann er ein Studium der Zahnmedizin an der Medizinischen Universität Innsbruck, das er allerdings nicht abschloss.
Ein erstes politisches Amt hatte Knoll als Gemeinderatsmitglied in seiner Heimatgemeinde Schenna ab 2005 inne. Bei den Landtagswahlen 2008 erhielt er 6.641 Vorzugsstimmen und wurde damit zum ersten Mal in den Südtiroler Landtag und damit gleichzeitig den Regionalrat Trentino-Südtirol gewählt; seitdem fungiert er als Fraktionssprecher der Süd-Tiroler Freiheit. Bei den Landtagswahlen 2013 konnte er mit 12.242 Vorzugsstimmen erneut ein Mandat erringen. Im Rahmen der Landtagswahlen 2018 gelang ihm selbiges mit 9.118 Vorzugsstimmen ein drittes Mal. Bei den Landtagswahlen 2023 konnte er mit 25.290 Vorzugsstimmen ein viertes Mal ein Mandat erringen.
Knoll setzt sich seit Jahren für die doppelte Staatsbürgerschaft ein. Danach sollen alle Südtiroler, deren Vorfahren bis 1920 die österreichische Staatsbürgerschaft besaßen, die Möglichkeit bekommen, die österreichische Staatsbürgerschaft neben der italienischen zu erhalten.

## Kritik und Kontroversen
Die Zeitschrift L’Espresso behauptete 2008 kurz vor der Landtagswahl, Sven Knoll habe bei einer Veranstaltung in Südtirol teilgenommen, an der unter anderem auch Politiker der rechtsextremen Nationaldemokratischen Partei Deutschlands (NPD) teilgenommen hätten, die allerdings schon vorher verstorben waren. In einem Bericht der Tageszeitung Corriere dell’Alto Adige vom 25. Oktober 2008 bestätigte der damalige Oberstaatsanwalt Cuno Tarfusser, dass weder Sven Knoll noch andere Mitglieder der Bewegung „Süd-Tiroler Freiheit“ mit NPD-Mitgliedern und NPD-Veranstaltungen zu tun hatten bzw. haben.
Bei der dritten Vollversammlung der Süd-Tiroler Freiheit 2009 nannte Sven Knoll die unkontrollierte Zuwanderung der ausländischen Bevölkerung in Südtirol eine Bedrohung für die Selbstbestimmung Südtirols, was Kritik von Seiten den Südtiroler Grünen hervorrief.
Eine von Sven Knoll mitverfasste und in den „Eckartschriften“ der Österreichischen Landsmannschaft im Jahr 2009 erschienene Publikation zu Andreas Hofer wurde vom Historiker Hannes Obermair aufgrund ihres „völkischen“ Sprachgebrauchs 2014 scharf kritisiert.

## Schriften
- mit Andreas Raffeiner, Martin Sendor: Andreas Hofer. Sein Erbe – 200 Jahre später. Eckartschriften Heft 194, Österreichische Landsmannschaft, Wien 2009. ISBN 978-3-902350-30-5 (Online-Version)
- Die Kriegshetze der italienischen Presse 1914–1915. Neumarkt a. d. Etsch 2015.[13]